# Wilhelm Sgerm
Wilhelm Sgerm (* 24. März 1937) ist ein ehemaliger österreichischer Fußballspieler. Er hält mit 116 Toren den Vereinsrekord für den Grazer AK der meisten erzielten Tore in der höchsten österreichischen Spielklasse.
Sgerm begann in seiner Heimatstadt Leibnitz mit dem Fußballspiel, wo er auch bereits als 15-Jähriger in der Kampfmannschaft tätig war. Ab der Saison 1955/56 war er für die Grazer Athletiker im Angriff tätig. Mit seinen Mitspielern Huberts, Ninaus und Stessl bildete er einen wirkungsvollen Angriffsblock. Mehrmals wurde er in steirische und österreichische Jugendauswahlen berufen, viermal stand er im österreichischen B-Team. Er blieb bis zur Saison 1966/67 beim GAK, danach beendete er seine Karriere.
In der höchsten Spielklasse absolvierte er 256 Spiele und erzielte dabei 116 Treffer. Im Jahr 2002, zum hundertjährigen Jubiläum des GAK, wurde er in einer Fanwahl  in das "GAK-Jahrhundertteam" gewählt.